# ويليام جيريمياه غيتس
ويليام جيريمياه غيتس (بالإنجليزية: William Jeremiah Gates)‏ هو راكب الكنو أمريكي، ولد في 30 نوفمبر 1947.

## وصلات خارجية
- ويليام جيريمياه غيتس على موقع أوليمبيديا (الإنجليزية)